# Saló Internacional del Còmic de Barcelona de 1999
El 17è Saló Internacional del Còmic de Barcelona es va celebrar entre el dijous 6 i el diumenge 9 de maig de 1999 a l'Estació de França. Va comptar amb més de 110 expositors repartits en més de 6.500 m².
La directora del Saló fou Pilar Gutiérrez, que s'estrenava en el càrrec, posant final així al mandat de Jordi Sánchez Navarro, que dirigí dues edicions precedens del Saló (1997 i 1998). Gutiérrez, restaria al capdavant del Saló un total de 6 edicions, fins al 2004.
El pressupost del Saló va romandre estable respecte a les edicions anteriors, amb un valor de gairebé 50 milions de pts. També es va mantenir estable l'expectativa de visitants a l'Estació, xifrada en 85.000.
Entre les tradicionals activitats del Saló, van tenir lloc les característiques taules rodones. Enguany, destecava un plegat de col·loquis integrats en una sèrie anomenada "Les mirades de l'humor", la qual va reunir en quatre sessions a destacats autors com Forges, Antonio Martín, Cels Piñol, Mauro Entrialgo i Albert Monteys. Una altra taula rodona, integrada pel crític Jesús Cuadrado i editors com Joan Navarro o Alejandro Martínez Virtutia, es va centrar en l'anàlisi de la continuïtat de la indústria del còmic.

## Cartell
El cartell de la 17a edició del Saló del Còmic fou ideat per Miguel Calatayud, guanyador en la categoria de Millor obra en l'edició precedent amb el còmic El peu fregit.

## Exposicions
Com d'habitud, les exposicions van estar parcialment ubicades als vagons de tren estacionats a les vies mortes de l'Estació de França.

### Exposició central
- "Certàmen de còmic". Exposició col·lectiva d'obres de 28 joves autors espanyols, organitzada en col·laboració amb el Ministeri de Traball i Assumptes Socials.

### Exposicions dedicades als guanyadors de l'edició precedent
- Exposició monogràfica dedicada a Víctor Mora, guanyador del Gran Premi del Saló de 1998. La mostra va runir 45 originals de la majoria de dibuixants amb els quals Víctor Mora havia col·laborat com a guionista. Entre els originals destacava el Capitán Trueno, personatge insígnia de Mora.[2]

- Exposició monogràfica dedicada a l'il·lustrador Miguel Calatayud, guanyador de la Millor Obra de 1998 amb El peu fregit. L'exposició no només mostrà pàgines originals de El peu fregit sinó que també va incloure una àmplia mostra de la seva obra com a cartellista, amb il·lustracions per la premsa i per llibres infantils.

- Exposició de Charles Burns, guanyador de la Millor Obra Estrangera de 1998 per Club de Sangre.

- Exposició monogràfica de Maria Colina, proclamada Autora revelació de l'edició de 1998. La mostra exposà materials nous i inèdits de l'autora.

### Exposicions i activitats fora del recinte de l'Estació de França
- "Terra a la vista!!! Còmic inspirat en l'Amèrica antiga". Ubicació: Museu Barbier-Mueller d'Art Precolombí de Barcelona (6 de maig al 5 de juliol).[1]

## Invitats
Destacats invitats internacionals: Ralf König, Charles Burns, Mazzucheli, Gilbert Schelton i Milo Manara. Entre els nacionals, hi constaren Ibáñez, Oscar Nebreda, José Luis Martín, Sergio Aragonés, Miguel Gallardo, Daniel Torres o Ramón F. Bachs.

## Palmarès

### Gran Premi del Saló
- Germans Miguel i Pedro Quesada.

Es va donar el fet que el guionista Pedro Quesada havia mort el 1988 i, segons les bases del jurat, el Gran Premi del Saló només es pot atorgar a artistes vius. La solució adoptada pel jurat fou de concedir el premi in memoriam a Quesada.

### Millor obra
| Títol                         | Autor                                 | Editorial          |
| ----------------------------- | ------------------------------------- | ------------------ |
| Lope de Aguirre. La expiación | Ricard Castells Felipe Hernández Cava | Edicions de Ponent |
| Un largo silencio             | Miguel Gallardo                       | Edicions de Ponent |
| El demonio Rojo               | Mauro Entrialgo                       |                    |

### Millor obra estrangera
Premi sense dotació econòmica.
| Títol                | Títol original | Autor                          | Editorial   | País         |
| La ciudad de cristal | City of Glass  | David Mazzucchell Paul Karasik | La Cúpula   | Estats Units |
| Dan Pussey           | Dan Pussey     | Daniel Clowes                  |             | Estats Units |
| Bone                 | Bone           | Jeff Smith                     | Dude Comics | Estats Units |

### Autor revelació
| Autor                     | Títol            | Editorial        |
| ------------------------- | ---------------- | ---------------- |
| Ramón F. Bachs (ex aequo) | Yinn / Manticore |                  |
| Sergio Córdoba (ex aequo) | Freaks in Love   | Subterfuge Comix |
| Javi Rodríguez            | Love gun         |                  |

### Millor fanzine
- Como vacas mirando al tren

### Millor guió
| Títol                         | Autor                 | Editorial          |
| ----------------------------- | --------------------- | ------------------ |
| Lope de Aguirre. La expiación | Felipe Hernández Cava | Edicions de Ponent |
| Freaks in Love                | Sergio Córdoba        | Subterfuge Comix   |
| Un largo silencio             | Miguel Gallardo       | Edicions de Ponent |
| La parejita                   | Manel Fontdevila      | El Jueves          |